# تیپ هروئینی

کیت ماس در تبلیغی از کلوین کلاین، دههٔ ۱۹۹۰

تیپ هروئینی (انگلیسی: Heroin chic) تیپ محبوبی از مد دههٔ ۱۹۹۰ است که با پوست سفید بلوری، زیرچشمان کبود، رژ سرخِ تیره، و چهره و اندام استخوانیِ تکیده شناخته می‌شد. این شمایلِ آندروجینی که سال ۱۹۹۳ با ظهور کیت ماس شکل گرفت، واکنشی بود بر ضد شادابی و سرزندگیِ مدل‌های مشهوری همچون سیندی کرافورد و کلودیا شیفر، و برخلاف جریان رایجِ دنیای مد، دیدی بدبینانه و نیهیلستی از زیبایی به نمایش می‌گذاشت و از موضوعات چالش‌برانگیز همچون مصرف هروئین تصویری جذاب ارائه می‌داد.